# Pedro Carbo (canton)
Pedro Carbo est un canton d'Équateur situé dans la province de Guayas.